# ميمون آباد (مقاطعة دهغلان)
ميمون‌آباد (بالفارسية: میمون‌آباد) هي قرية تقع في Bolbanabad District في إيران. يقدر عدد سكانها بـ 63 نسمة بحسب إحصاء 2016.